# Bluff (Australia)
Bluff – miasto w Australii, w stanie Queensland.